# Бат-Улзій
Бат-Улзій (монг.: Бат-Өлзий) — сомон Уверхангайського аймаку, Монголія. Площа 2,4 тис. км², населення 5,2 тис. Центр сомону лежить за 490 км від Улан-Батора, за 130 км від міста Арвайхера.

## Рельєф
Центр сомону оточений високими горами, лежить у долині річки Орхон. Є хребти Тонгоруугийн даваа висотою 2971 м, Хоймор (2563 м), Шивертийн унур (2650 м), Баян (1601 м), Улаан нуруу Тумурлунтийн (2531 м), Бат-Улзийт (2340 м), Тувхуний нуруу, Улаанхадин хууш (2154 м.)
Найвища точка 3216 м — Ширеетийн уул, найнижча — Ууртийн тохойн рашаан (1600 м).
Річки Орхон, Уліастай, Битуу, Улаан, Хамар, Мойл, Могойт, Увст, Агуйт, Бухун шар, Горьхон, Зегестий, Бургаст, Судут та ін. Є чудові природні місця, як Тамчийн Хавцгай, Аршаани Хавцгай, Горьхон денж, Авдрантин хавцгай, Уліастай, водоспад Улаан цутгалана та ін. Лікувальні мінеральні води — Могойт, Хятруун, Хамар, Улаан, Ууртийн Борхавцал, Шиверт та ін.

## Клімат
Клімат різко континентальний, щорічні опади 300–400 мм, середня температура січня −20°-25°С, середня температура липня +19°+20°С. Ґрунти в основному лісові, чорнозем. На низинах ґрунти болотисті.

## Природа
Рослинність лісова, кущі. Водяться лосі, олені, дикі кабани, рисі, вивірки, вовки, лисиці тарбагани, дикі барани та дикі кози, дикі кішки. Прилітають численні перелітні, водоплавні птахи.

## Корисні копалини
Сомон багатий на кам'яне вугілля.

## Соціальна сфера
Є школа, лікарня, торговельно-обслуговуючі центри, деревообробний цех, туристична база.